# Lincoln (Montana)
Lincoln es un lugar designado por el censo ubicado en el condado de Lewis and Clark en el estado estadounidense de Montana. En el Censo de 2010 tenía una población de 1013 habitantes y una densidad poblacional de 21,65 personas por km².

## Geografía
Lincoln se encuentra ubicado en las coordenadas 46°57′11″N 112°40′18″O / 46.95306, -112.67167. Según la Oficina del Censo de los Estados Unidos, Lincoln tiene una superficie total de 46.79 km², de la cual 45.44 km² corresponden a tierra firme y (2.88%) 1.35 km² es agua.

## Demografía
Según el censo de 2010, había 1013 personas residiendo en Lincoln. La densidad de población era de 21,65 hab./km². De los 1013 habitantes, Lincoln estaba compuesto por el 95.46% blancos, el 0% eran afroamericanos, el 2.17% eran amerindios, el 0.2% eran asiáticos, el 0.1% eran isleños del Pacífico, el 0.2% eran de otras razas y el 1.88% pertenecían a dos o más razas. Del total de la población el 1.48% eran hispanos o latinos de cualquier raza.